# Pola (odrůda révy vinné)

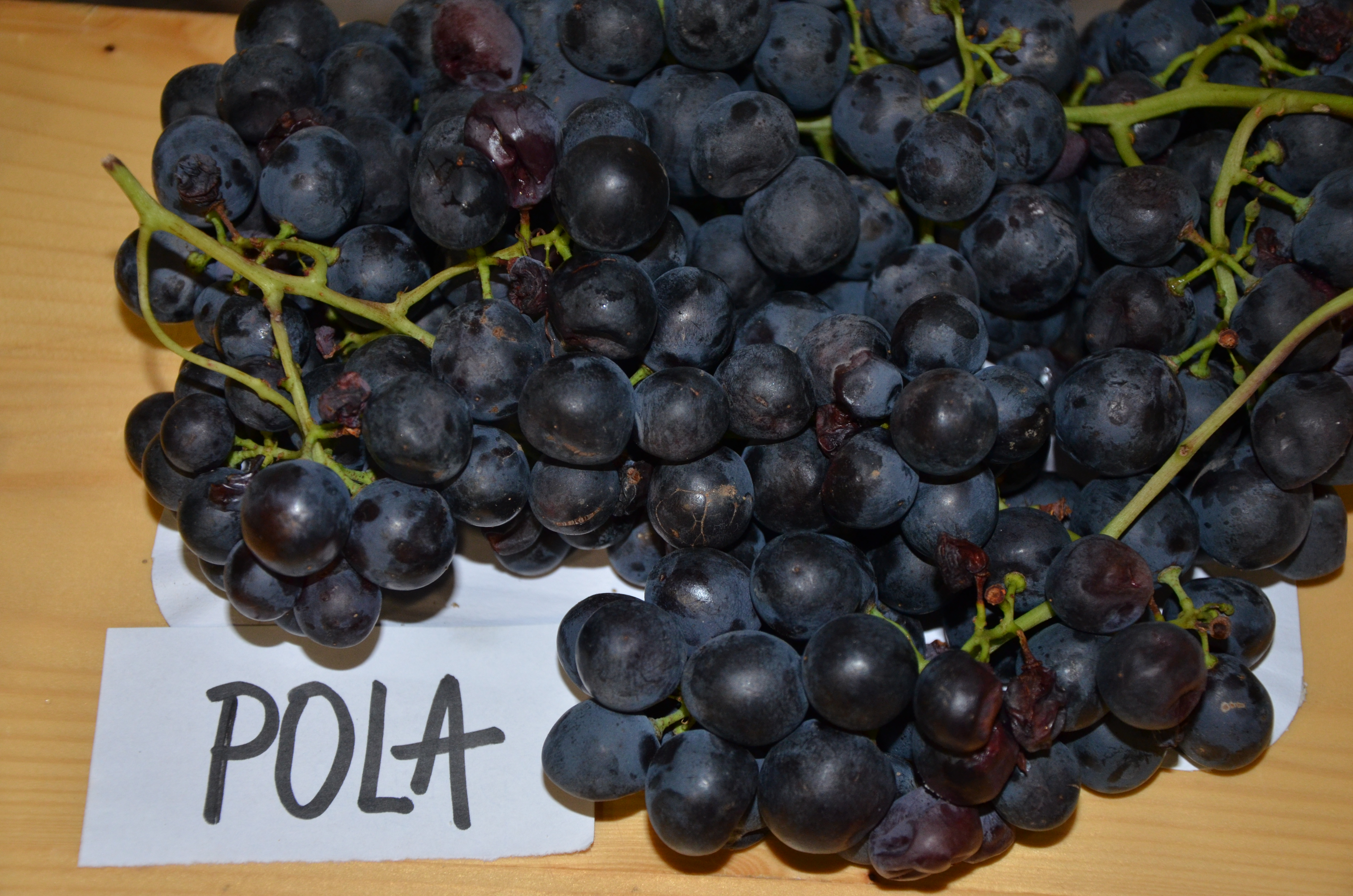
Odrůda vinné révy Pola

Pola (zkratka Po) je raná až středně pozdní stolní odrůda révy vinné (Vitis vinifera), vyšlechtěná ve Šlechtitelské stanici vinařské v Polešovicích křížením odrůd Pobeda x Kossuth Lájos. Odrůda pochází ze stejných rodičů, jako další, v České republice vyšlechtěná stolní odrůda Vitra.
Pobeda je stolní i moštová, středně pozdní odrůda révy vinné (Vitis vinifera), kříženec odrůd Sabalkanskoi x Muscat Hamburg, kterou vyšlechtili roku 1944 v Uzbekistánu (tehdy ještě v bývalém Sovětském Svazu) A.M. Negrul a M.S. Žuravel. Pěstuje se mimo jiné též v Turkmenistánu, Kazachstánu a v Srbsku. V překladu z ruštiny (jak my, starší, dobře víme) znamená název odrůdy „vítězství“.
Kossuth Lájos (též Košutovo či Košutův hrozen) je raná stolní odrůda původu Vitis vinifera, maďarský kříženec odrůd (Madeleine Angevine x Muscat Lierval) x Duke of Buccleugh. Odrůda byla v minulosti hojně pěstována v Maďarsku, odkud se rozšířila na Moravu a Slovensko, dnes ji najdeme pouze vzácně v domácích zahradách. Lájos Kossuth (1802–1894), po kterém je odrůda pojmenována, byl maďarský politik, spisovatel a revolucionář, nejvýznamnější představitel Maďarské revoluce a boje za svobodu a nezávislost v letech 1848–1849.

## Popis
Réva vinná (Vitis vinifera) odrůda Pola je jednodomá dřevitá pnoucí liána, dorůstající v kultuře až několika metrů. Kmen tloušťky až několik centimetrů je pokryt světlou borkou, která se loupe v pruzích. Úponky révy umožňují této rostlině pnout se po pevných předmětech. Růst je slabý až středně bujný s polovzpřímenými až vodorovnými letorosty.
List je středně velký, srdčitý, pětilaločnatý se středně hlubokými dolními a hlubokými horními bočními výkroji se zaostřeným dnem. Dolní výkroje jsou otevřené, horní většinou překryté s průsvitem. Listové laloky mají ostré špičky, líc listu je hladký až velmi slabě puchýřnatý, řapíkový výkroj je široce otevřený, ve tvaru „U“ až lyrovitý, ale většinou s lehce zaostřeným dnem.
Oboupohlavní, pětičetné květy v hroznovitých květenstvích jsou žlutozelené, samosprašné. Plodem je velká, krátce oválná až oválná bobule, její slupka je pevná, ojíněná, červenomodrá až fialovomodrá, dužina je nezbarvená, málo šťavnatá, masitá až chruplavá, harmonické, neutrální chuti. Hrozen je velký (245 g), kuželovitý, středně hustý, často s jedním vyvinutým křidélkem, stopka je středně dlouhá.

## Původ
Pola je stolní odrůda révy vinné (Vitis vinifera), kterou vyšlechtili ve Šlechtitelské stanici vinařské v Polešovicích Ing. Václav Křivánek, Ing. Alois Tománek a RNDr. Zdeněk Habrovanský, křížením odrůd Pobeda x Kossuth Lájos. Do Státní odrůdové knihy České republiky byla odrůda zapsána roku 2001. Je udržována a zastupována Ing. Aloisem Tománkem, Šlechtitelská stanice vinařská Polešovice. Pola je sesterskou odrůdou stolní odrůdy Vitra.

## Název
Název odrůdy může být prostou kombinací písmen z názvů rodičovských odrůd, ale zrovna tak může vycházet z názvu místa původu odrůdy, kterým jsou Polešovice. Odrůda dostala při šlechtění pracovní název PO/KO 1/58.
Název odrůdy je též jedním z mnoha synonym staré italské moštové odrůdy Molinara, pěstované v italském regionu Veneto, kde slouží jako složka cuvée červených vín Valpolicella a Bardolino. Tyto dvě odrůdy samozřejmě nejsou příbuzné a nijak spolu nesouvisí.

## Pěstování
Výnos je vysoký, cca 6,83 kg/keř, ve zkouškách pro registraci bylo dosaženo v tříletém průměru celkem 18,4 t/ha, tržní výnos činil 16,4 t/ha při průměrné cukernatosti 18 °NM. Redukce úrody zvyšuje tržní kvalitu hroznů. Proti jarním i zimním mrazům je odrůda hůře odolná. Nevyžaduje zvláštní způsob vedení, vhodné jsou delší tažně, vyhovují podnože SO-4, Cr 2 a 125 AA.

### Fenologie
Odrůda raší velmi raně, sklizňové zralosti dosahuje začátkem až v první polovině září.

### Choroby a škůdci
Proti napadení plísní révovou (Plasmopara viticola) a padlím révovým (Uncinula necator) je odrůda méně až středně odolná, proti napadení plísní šedou (Botrytis cinerea) je středně odolná.

### Poloha a půdy
Na polohy nemá odrůda zvláštní požadavky, půdy vyžaduje bohaté na živiny, hlinité a vododržné, není vhodná do chudých a suchých půd.

## Tržní hodnota
Atraktivní stolní odrůda s výbornou jakostí hroznů a vysokým výnosem. Je vhodná k pěstování i v teplejších polohách okrajových oblastí a do foliovníků nebo skleníků.

## Fotogalerie

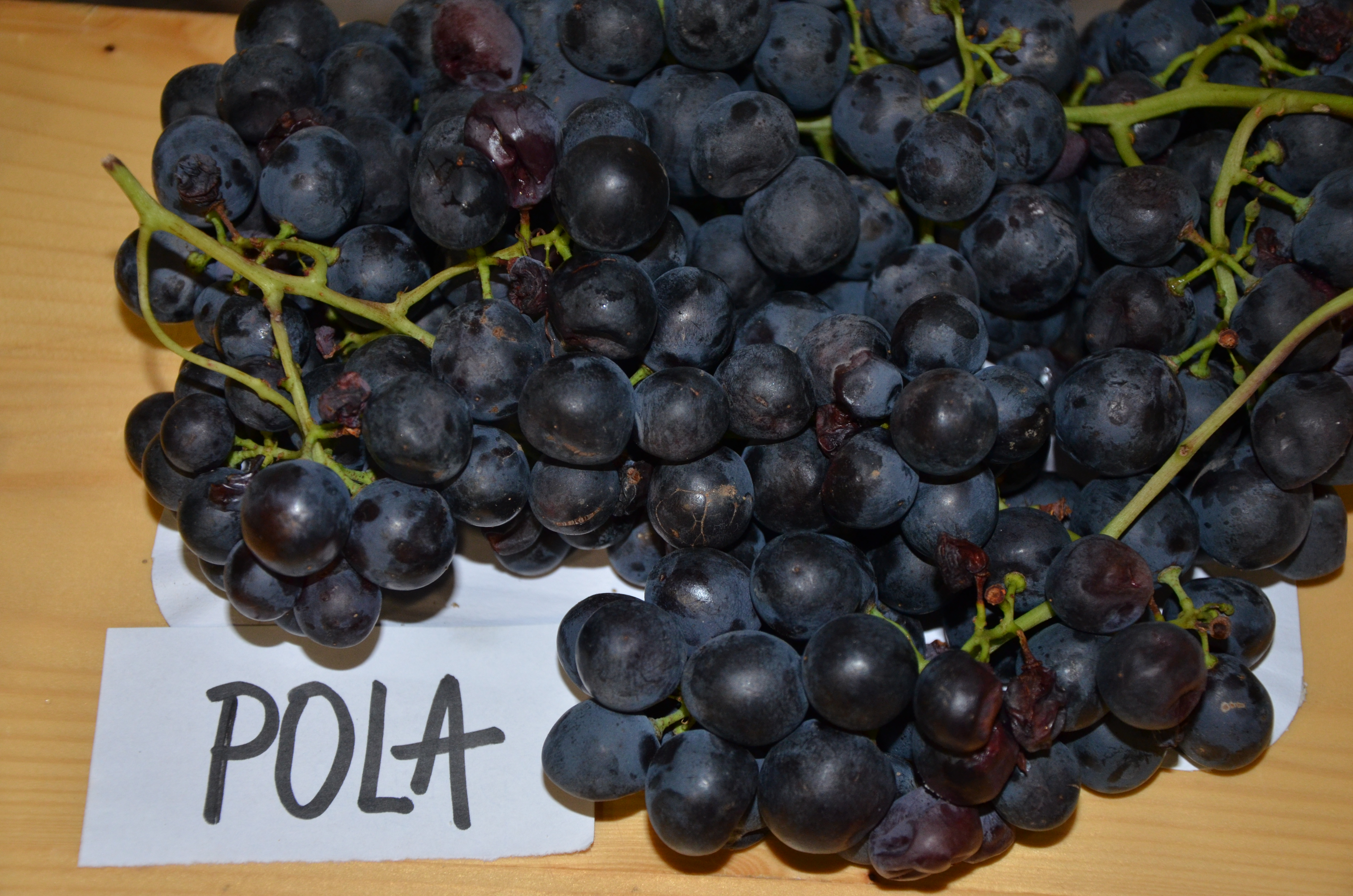
Odrůda vinné révy Pola
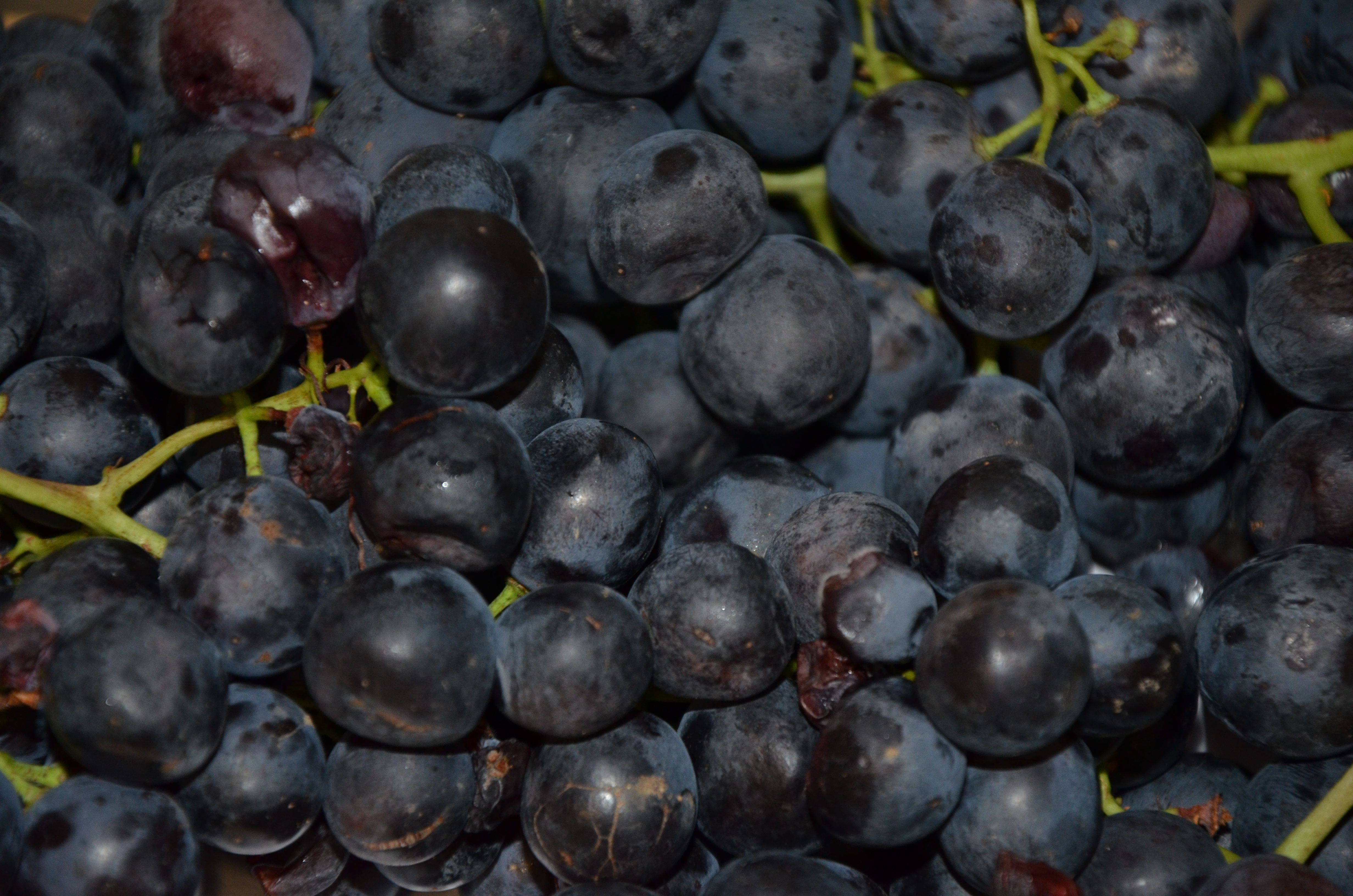
Bobule odrůdy Pola

### Multimédia
- Ing. Radek Sotolář : Multimediální atlas podnožových, moštových a stolních odrůd révy, Mendelova zemědělská a lesnická universita Brno, zahradnická fakulta v Lednici
- Martin Šimek : Encyklopédie všemožnejch odrůd révy vinné z celýho světa s přihlédnutím k těm, co již ouplně vymizely, 2008-2012